# Negrileasa
Negrileasa – wieś w Rumunii, w okręgu Suczawa, w gminie Stulpicani. W 2011 roku liczyła 1049 mieszkańców. 